# Ізоляція PN-переходом
Ізоляція напівпровідникових приладів PN-переходом (англ. P-n junction isolation) — одна з трьох фундаментальних технологій, які зробили можливим створення монолітних інтегральних схем.
В кристалі, наприклад із кремнію типу p, методом дифузії робляться області типу n, названі «кишенями». У кишенях потім формуються необхідні пасивні та активні елементи, а n-p — перехід між кишенею і кристалом у працюючій інтегральній схемі перебуває під зворотною напругою.

## Історія
Наприкінці 1958 Торкель Уолмарк з RCA представив у Прінстоні доповідь про перспективи розвитку електроніки, в якому перерахував основні проблеми, що перешкоджали створенню інтегральної схеми (словосполучення інтегральна схема ще не ввійшло у вжиток, але ідея інтеграції активно обговорювалася починаючи, як мінімум, з 1952 року. Одним з цих фундаментальних перешкод була неможливість електричної ізоляції елементів, сформованих на одному кристалі напівпровідника.
Проблему вирішив Курт Леговець, патент США 3029366:
«Добре відомо, що pn-переходу властивий високий опір, особливо тоді, коли на перехід подано зворотну напругу, або у відсутності зсуву. Тому, розмістивши між двома напівпровідниковими елементами досить велике число послідовних pn-переходів, можна домогтися будь-якого необхідного ступеня електричної ізоляції цих елементів. Для більшості схем буде достатньо від одного до трьох переходів …»
Роберт Нойс з Fairchild прийшов до необхідності ізоляції pn-переходом через кілька тижнів після винаходу Леговця. Нойс був знайомий з роботами Леговця на Sprague (хоча сам в 1976 році заперечував це), і запозичив ідею, але не реалізацію, ізоляції переходом у Леговця. Перший запис Нойса про ізоляцію переходом у планарному виконанні датована 23 січня 1959. Наприкінці липня 1959 Нойс подав першу заявку на свій винахід, — і отримав відмову, оскільки Патентне Бюро вже прийняло заявку Леговця. Тільки в 1964 році юристи Fairchild зуміли переконати патентне бюро в тому, що заявка Нойса описує самостійне винахід. Нойс отримав патенти на свою технологію, Леговець залишився зі своїм патентом.
У 1962 році, негайно після видачі Леговцу патенту 3029366 «техаська адвокатська контора» (TI) заявила, що патент 3029366 порушує права TI і Джека Кілбі. TI стверджувала, що ізоляція pn-переходом є «автоматичним, очевидним рішенням» (англ. automatically an obvious solution) і що прототип Джека Кілбі, створений в 1958 році, і був практичним прикладом ізоляції pn-переходом.
Завдяки припиненню патентних воєн і перехресному ліцензуванню пакета технологій виробники мікросхем змогли законно використовувати всі три фундаментальні технології: інтеграцію по Кілбі, металізацію по Нойсу, ізоляцію pn переходом по Леговцю. Fairchild і TI отримали джерело постійних доходів (роялті), а Sprague не зуміла використати свою конкурентну перевагу і пішла з напівпровідникового ринку.

## Недоліки
Інтегральні мікросхеми з діелектричною ізоляцією за багатьма параметрами перевершують мікросхеми з ізоляцією р-п-переходом. При ізоляції полікристалічним кремнієм не утворюються паразитні транзисторні структури, вплив яких у ряді випадків виявляється істотним. При ізопланарній і анізотропній ізоляціях робочі транзистори ізолюються від підкладки р-п-переходом, який виникає між прихованим колекторним шаром і підкладкою. При цьому через взаємодії базових областей транзисторів і прихованих шарів з підкладкою утворюються паразитні транзистори. Однак ці транзистори мають порівняно малий коефіцієнт передачі по струму, так як сильно легований прихований шар, що є базою паразитного транзистора, має низькі інжекцційні властивості, малий час життя носіїв і великий час прольоту. При діелектричній ізоляції помітно зменшуються струми витоку на підкладку і паразитні ємності.